# Johnny Devine
John Peter (J.P) Parsonage (nascido em 27 de Abril de 1974) melhor conhecido pelo ring name "Hot Shot" Johnny Devine, é um profissional canadense de wrestling. Rompeu seu contrato com  a Total Nonstop Action Wrestling em outubro de 2008.

## No wrestling
- Finishers e golpes especiais
  - Moonsault
  - Devine Intervention
  - Devine Driller
  - Devine Driver'
  - Devine DDT'
  - Love Gun Moonsault
  - Devine Retribution
  - Crossbody
  - Enzuigiri
  - Kendo Stick
  - Studded Belt
  - Table
- Apelidos
  - "Hot Shot"
  - The X Division Traitor

## Champeonatos conquistados
- Great Canadian Wrestling
  - GCW Canadian Championship (2 vezes)
- Memphis Wrestling
  - Memphis Southern Tag Team Championship (1 vez) – com Eric Young
- Stampede Wrestling
  - Stampede British Commonwealth Mid-Heavyweight Championship (1 vez)
  - Stampede International Tag Team Championship (1 vez) – com Greg Pawluk
- Top Rope Championship Wrestling
  - TRCW Junior Heavyweight Championship (1 vez)
  - TRCW Tag Team Championship (1 vez) – com Rick Vain
- Total Nonstop Action Wrestling
  - TNA X Division Championship (1 vez)
- Western Canadian Extreme Wrestling
  - WCEW Cruiserweight Championship (1 vez)